# Zhongguo pengren baike quanshu
Das Zhongguo pengren baike quanshu (chinesisch 中國烹飪百科全書 / 中国烹饪百科全书, Pinyin Zhōngguó pēngrèn bǎikē quánshū – „Enzyklopädie der chinesischen Küche“) ist eines der wichtigsten Nachschlagewerke zur chinesischen Ess- und Trinkkultur.
Diese Enzyklopädie ist im gleichen Verlag erschienen, in dem zwischen 1980 und 1993 auch die 73-bändige Große chinesische Enzyklopädie,  (Zhongguo da baike quanshu) erschienen ist, im (chinesisch 中國大百科全書出版社 / 中国大百科全书出版社, Pinyin Zhōngguó dà bǎikē quánshū chūbǎnshè – „Verlag der Großen chinesische Enzyklopädie“). Sie stellt damit quasi einen Ergänzungsband zu diesem Werk dar, der sich diesem Teilaspekt der chinesischen Kultur bzw. Kulturen widmet.

## Inhalt
Das Werk behandelt nahezu alle Aspekte der chinesischen Ess- und Trinkkultur. Die entsprechenden Quellen beginnen im chinesischen Paläolithikum und Neolithikum und reichen über die Klassische Periode bis in die jüngste Zeit: berühmte Köche, Speisen und Getränke, Kochzutaten, Kochtechniken, historische Gerichte, chinesische Gerichte, Gerichte der nationalen Minderheiten, kleine Imbisse und Erfrischungen, Alltagsessen, Regionalküchen, Palastküche, Speisesitten und Gebräuche der Han-Chinesen und nationalen Minderheiten, Hygiene, Diätetik, Gerichte im alten Stil und vieles andere mehr. Im Anhang befindet sich eine Zeittafel zur Geschichte, beginnend mit den 1.800.000 Jahre alten Funden von den Vertretern der Xihoudu-Kultur (chinesisch 西侯度文化, Pinyin Xīhóudù wénhuà) im Kreis Ruicheng (芮城), Provinz Shanxi, über den Yuanmou-Mensch aus Yunnan (Homo erectus yuanmouensis), über den Peking-Mensch bis zu den Vertretern der Haute cuisine der jüngsten Kultur auf chinesischem Terrain.
Das Werk enthält 56 Seiten Farbaufnahmen und viele Schwarzweiß-Fotos, zahlreiche Tabellen und Übersichten, Verweise auf wichtige Ausgaben sowie einige weiterführende Literaturangaben. Die Lemmata sind nach Pinyin-Schreibung alphabetisch angeordnet. Register sind nach Sachgruppen bzw. nach Pinyin sortiert.
Neben dem Zhongguo pengren cidian ist es derzeit das wichtigste Einstiegstor zum Verständnis vieler Aspekte der chinesischen Ess- und Trinkkultur und ihrer Terminologie.

## Bibliographische Angaben
Zhongguo da baike quansu chuban faxing (Herausgebergruppe des Verlages der Großen Chinesischen Enzyklopädie), Hg.: Zhongguo pengren baike quanshu [Enzyklopädie der chinesischen Küche], Peking 1995; ISBN 7-5000-5125-5